# 니텐이치류
니텐이치류(二天一流)는 창시자 미야모토 무사시가 노년에 구마모토시에 위치한 레이간도(靈巖洞, れいがんどう)에서 완성한 검술이다. 그 이념은 저서 "오륜서"(五輪書)에 저술되었다. 니텐류(二天流), 무사시류(武歲流) 등으로도 불렸다.

## 현황
미야모토 무사시가 50살이 되던 무렵에 만들어 구마모토에서 전해내려온 것이 시작이다. 당연히 연대도 게이코연간(慶長年) 혹은 미야모토 무사시의 생몰연대(1584-1645)인 17세기부터로 보고있다. 
무사시 사후 여러 분파가 생겨났고 현재는 크게 노다하(野田派, のだは)와 산토하(山東派さんとうは)로 나뉜다. 기타큐슈시에 위치한 니텐카이(二天会, にてんかい) 도장과, 같은 큐슈 지방의 오이타현에 위치한 니텐카이는 같은 니텐이치류에 이름도 같지만 서로 다른 단체인데, 둘 모두 산토하에 속한다. 
현대 검도에서도 이도(二刀)로 활약하는 무사시카이(武蔵会, むさしかい)는 노다하에 속한다. 무사시카이는 16대조 아라세키 토미사부로(荒関富三郎, あらせきとみさぶろ)가 기존의 고류검술을 현대 검도로 재해석하면서 등장하였다. 일본의 풍습대로 아라세키 토미사부로는 류파 전승자가 되면서 이름을 아라세키 니토사이(荒関 二刀斎, あらせきにとさい)로 개명하였고, 1969년 제 17회 전일본검도대회에서 이도로 출전하는 것을 비롯 수많은 검도대회에서 활약하면서 경험을 축적하였으며, 이를 바탕으로 쇼와 58년인 1983년에는 기존 니텐이치류 병법을 병합 재정리하여 13본의 형을 제정, 검도 이도류의 수련모임으로써 무사시카이를 창설하였다. 
아라세키는 80세 무렵인 헤이세이9년이자 1997년에 후계인 나카무라 시게노리(中村重則, なかむらしげのり)사범에게 모든 것을 인수하고, 헤이세이 12년인 2000년 6월 만83세에 작고하였다. 17대 류파 계승자가 된 나카무라는 류파 전승자가 되면서 나카무라 텐신(中村天信, なかむらてんしん)으로 개명하였고, 현재에 이르렀다. 

### 한국
한국에서는 니텐이치류 무사시카이로부터 면허를 받은 병도 7단 정태선 사범(전검련 검도6단 이도로 승단)을 중심으로 매주 주말 혹은 달에 2-3번씩 정기 강습회를 열고 있고, 2022년부터 이도연구회(이연회)의 이름으로 국내 검도대회에도 참가하고 있다. 검도 수련인이라면 문하생이 아니어도 강습회에는 참여가 가능하지만, 회원제로 운영되면서 비회원 / 준회원 / 정회원 등으로 구분되어 교습내용에서 차이를 두고 있다. 